# Epilepszia
Az epilepszia (régiesen frász, nyavalya) olyan neurológiai betegségek gyűjtőneve, melyek epilepsziás rohamokkal járnak. Az epilepsziás rohamok során az agy bizonyos területein fokozott elektromos aktivitás jön létre, amely változatos tüneteket okozhat a pár másodpercig tartó „hatásszünettől” a perceken át tartó, egész testet érintő görcsrohamokig. A rohamok EEG-n is láthatók; viszont ha nincs roham, akkor EEG-vel az epilepszia még nem zárható ki. Epilepsziás rohamot külső behatások is okozhatnak, mint például mérgezés, azonban inkább a spontán, visszatérő jelleggel jelentkező rohamok jellemzőek. A diagnózis kritériuma a legalább két, minimum 24 órás különbséggel jelentkező provokálatlan epilepsziás roham.
 A rohamok baleseteket okozhatnak az átmeneti „kihagyások” miatt. 
Az epilepszia pontos kiváltó oka többnyire ismeretlen, ugyanakkor felmerült néhány, az idegsejtek elektromos ingervezetésében szerepet játszó ioncsatornát kódoló gén szerepe. Egyes esetekben valamilyen egyéb kórállapot áll a hátterében (pl. agydaganat, stroke, mérgezés), az ilyen betegséget másodlagos (szekunder) epilepsziának nevezik, szemben az ismeretlen eredetű ún. elsődleges (primer, idiopátiás) formával. A betegség diagnosztikájában komoly szerep jut a roham megfigyelésének, és a roham alatt készített EEG-felvételnek. A diagnózisban fontos szerep jut más, hasonló tünetekkel járó események, állapotok kizárásának. mint például az ájulás; és meghatározni a nem epilepsziás rohamok okát, mint például alkoholelvonás vagy elektrolitproblémák. Ennek eszközei a képalkotás és a vérvizsgálat.
Az epilepsziás betegek 70 százalékában a rohamok kivédhetők a megfelelő gyógyszeres kezeléssel, a többi esetben diétára, idegstimulációra vagy sebészi beavatkozásra lehet szükség. Egyes esetekben az epilepszia tünetmentessé tehető, vagy meggyógyulhat, ezen esetekben további kezelést nem igényel.
Az epilepszia gyakori betegség, a világ lakosságának kb. 1 százalékát érinti, és 2013-ban világviszonylatban 116 000 epilepsziához köthető haláleset fordult elő. 2015-ben ez a szám 125 000 volt. Az epilepszia gyakrabban fordul elő idős embereknél. 2020-ban 50 millió embernek volt epilepsziás diagnózisa, közel 80%-uk a fejlődő világban élt. A fejlett világban kisgyerekeknél és időseknél lép fel leggyakrabban, míg a fejlődő világban inkább nagyobb gyerekeknél és fiataloknál. Az emberek 5-10%-a tapasztal epilepsziás rohamot 80 éves kora körül, ami a második roham valószínűségét 40-50%-ra emeli. A világ különböző részein különféleképpen kezelik a betegeket, akik különböző fokú szociális stigmát tapasztalnak. A balesetveszély miatt több helyen csak egy bizonyos rohammentes idő után kaphatnak jogosítványt, vagy csak korlátozott jogosítványt kaphatnak. Az epilepszia szó a görög ἐπιλαμβάνειν szóból származik, ami azt jelenti, hogy elfoglalni, birtokolni, kínozni.

## Definíció
Az epilepszia definícióját a Nemzetközi Epilepsziaellenes Liga (angolul: International League Against Epilepsy, ILAE) határozta meg 2005-ben, a betegséggel kapcsolatos kifejezések és definíciók közül 2010-ben többet is módosítottak. Az alábbi definíciót 2014-ben alkotta meg a Nemzetközi Epilepsziaellenes Liga:
| Az epilepszia ILAE által meghatározott definíciója: (bármelyik teljesülése esetén epilepszia diagnosztizálható)                                                            |
| --- |
| 1. Minimum két provokálatlan (vagy reflex) epilepsziás roham lép fel legalább 24 órás különbséggel.                                                                        |
| 2. Egy provokálatlan (vagy reflex) epilepsziás roham, és az újbóli rohamok valószínűsége a következő 10 éven belül eléri a két roham után jellemző szintet (legalább 60%). |
| 3. Epilepszia szindrómát diagnosztizálnak a betegnél. |

Ezzel saját 2005-ös fogalmi definícióját pontosította, ami szerint az epilepszia az agy rendellenessége, melyre jellemző hosszú távon az epilepsziás rohamok keletkezése, azok neurobiológiai, kognitív, pszichológiai, és társadalmi következményeivel. Az epilepszia definíciója megköveteli egy epilepsziás roham lezajlását.
Az epilepsziát elmúltnak nyilvánítják, ha korfüggő szindróma esetén a beteg elérte a szindróma esetén megállapított korhatárt (kinőtte az epilepsziát), vagy pedig a beteg az utóbbi tíz évben rohammentes volt, az utolsó öt évben gyógyszerek nélkül.
Az epilepszia kinövése vagy kezelésekkel tünetmentessé válása lehetséges, ám ez nem jelenti azt, hogy nem térhet vissza. Az újabb definícióban a rendellenesség szót a betegség szóra cserélték. Erre a döntésre azért került sor, mert habár a rendellenesség szó kevésbé stigmatizál, de enyhébbnek tünteti fel az állapotot.
A definíció természetében praktikus és klinikai használatra van tervezve, továbbá azt célozza, hogy pontosabban határozzák meg a tartós hajlamot. Kutatók, epidemiológusok és más specializált csoportok használhatják a régi definíciót vagy egy saját igényeikhez jobban illeszkedő definíciót. Az ILAE ezt megengedi, azzal a feltétellel, hogy mindig legyen tiszta, hogy melyik definíciót használják. A WHO például megmaradt a hagyományos, a legalább két provokálatlan rohamot megkövetelő definíciónál.

## Felosztása
Szemben a rohamokkal, az epilepsziát okai alapján rendszerezik. Ha epilepsziás roham miatt kórházi kezelésre vesznek fel egy beteget, akkor először a rohamot osztályozzák, például tónusos-klónusos, és az azt okozó betegséget határozzák meg, például a hippokampusz szklerózisa . A diagnózisban leírt megnevezést az elérhető diagnosztikai eredmények, az alkalmazott definíciók és osztályozások, illetve azok terminológiája határozza meg.
Az ILAE 1989-ben a következő osztályozást javasolta:
| 1. Lokalizációhoz kapcsolt epilepsziák és szindrómák 1. Ismeretlen ok (például jóindulatú gyermekkori epilepszia centrotemporális tüskékkel) 2. Szimptomatikus/kriptogenikus (például temporálislebeny-epilepszia) 2. Generalizált 1. Ismeretlen ok (például gyermekkori absence epilepszia) 2. Kriptogenikus vagy szimptomatikus (például Lennox-Gastaut szindróma) 3. Szimptomatikus (például kora gyermekkori epilepsziás encephalopatia kirobbanás elnyomással) 3. Epilepsziák és szindrómák, meghatározatlan típusú rohamokkal (fokális vagy generalizált) 1. Fokális és generalizált rohamokat is kiváltó epilepsziák (például epilepszia folyamatos tüskecsúcsokkal lassú hullámú alvás alatt) 4. Speciális szindrómák (helyzetekhez kapcsolódó rohamokkal) |
Ezt a felosztást széles körben elfogadták, habár kritizálták is, mivel nem részletezte az epilepszia lehetséges okait, ami pedig fontos a diagnózis és a gyógykezelés szempontjából. 2010-ben az ILAE egy újabb osztályozást javasolt, ami három kategóriába osztotta az epilepsziákat: genetikai, szerkezeti/anyagcsere alapú, ismeretlen ok. 2011-ben ezt kibővítették négy kategóriára, és tovább finomították, tekintetbe véve a kortárs technológia lehetőségeit és a tudományos fejlődést:
| 1. Ismeretlen ok (többnyire genetikai vagy feltehetően genetikai eredetű) 1. Tiszta epilepsziák egygénes rendellenességek miatt 2. Tiszta epilepsziák bonyolultabb öröklődéssel 2. Szimptómás (nagyobb anatómiai vagy patológkus rendellenességekhez kapcsolódóan) 1. Nagyrészt genetikai vagy fejlődési okokból 1. Gyermekkori epilepsziaszindrómák 2. Progresszív mioklónusos epilepsziák 3. Neurokután szindrómák 4. Más neurológiai egygénes rendellenességek 5. Kromoszómaműködések rendellenességei 6. Az agyszerkezet fejlődési anomáliái 2. Inkább szerzett okok 1. Hippokampusz szklerózis 2. Születés környéki vagy gyermekkori okok 3. Agyi trauma, tumor vagy fertőzés 4. Cerebrovascularis rendellenességek 5. Agyi immunológiai rendellenességek 6. Degeneratív és más neurológiai rendellenességek 3. Provokált (a rohamok fő oka speciális rendszerbeli vagy környezeti tényező) 1. Provokáló tényezők 2. Reflex epilepsziák 4. Kriptogenikus (feltehetően szimptómás természetű, amelynek oka nincs azonosítva)[33] |

### Szindrómák
Az egyes epilepsziás eseteket speciális jegyek alapján szindrómákba sorolják. Ide tartozik a beteg életkora az epilepszia kitörésekor, a rohamok típusa és az EEG is. A szindróma meghatározása segíti az okok és a kezelés meghatározását.
Az ILAE magára vállalta az egyes típusok szindrómákba sorolását. A gyermekkori epilepsziák besorolása egyszerűbb, mivel a rohamok gyakran korán kezdődnek. Az enyhébb példák közé tartozik a jóindulatú rolandikus epilepszia (átlagosan 2,8-an érintettek 100 000-ből), gyermekkori absence epilepszia (átlagosan 0,8-an érintettek 100 000-ből) és az ifjúkori mioklónusos epilepszia (átlagosan 0,7-en érintettek 100 000-ből). Súlyosabb szindrómákat okoznak a diffúz agyi rendellenességek, mint a fejlődési és az enkefalopátiás epilepsziák. Ezeket gyakori és nehezen kezelhető rohamok jellemzik, és az értelmi képességre is hatással vannak. Ide tartozik a Lennox–Gastaut-szindróma (az epilepsziás betegek 1–2%-a), a Dravet-szindróma (aránya 1:15000-40000 világszerte), és a West-szindróma (1–9: 100000).). A genetika számos módon beleszól az epilepsziába. Egyes epilepsziák öröklődése már ismert: vannak egy- és többgénes szindrómák is. Azonban nem sikerült tömeges szűréseken azonosítani sok nagy hatású egygénes variánst. Az újabb exom- és genomszekvenálás számos újabb gént fedezett fel, melyek epilepsziás enkefalopátiákért felelősek, köztük ezeket: CHD2 és SYNGAP1, DNM1, GABBR2, FASN és RYR3.
Ha nem sikerül az okokat meghatározni, akkor a besorolás nehéz, így önkényesen sorolják be. A 2011-es idiopátiás (ismeretlen ok) kategória magában foglalja azokat a szindrómákat, ahol az általános klinikai jellemzők vagy a kor feltehetően genetikai okra utal. Ide sorolnak gyerekkorban kezdődő epilepsziákat, például a jóindulatú rolandikus epilepszia. Egyes szindrómákban nem az epilepszia a fő tünet, például az Angelman-szindrómában; ezeket szimptómásként kategorizálják, de vannak érvek amellett, hogy áthelyezzék őket az idiopátiás kategóriába. A kutatási eredményektől függően az osztályozás még változhat.

## Okai
A betegség az agy különböző részeiben kialakult működési zavar következtében jön létre, azaz az izgalmi és gátló folyamatok egyensúlya felbomlik, és izgalmi túlsúly keletkezik. Alapvetően megkülönböztetik az ismeretlen eredetű, idiopátiás epilepsziát a valamilyen más betegséghez vagy zavarhoz társuló szerzett, vagy másodlagos epilepsziától. Az epilepsziás esetek 60%-át tekintik ismeretlen eredetűnek.
A görcsrohamok okai lehetnek:
- genetikai öröklődés
- születés alatti oxigénhiány (perinatalis hypoxia)
- gyermekkori lázgörcs
- trauma
- agydaganat
- fertőzés
- alkohol/alkoholmegvonás
- kábítószer használata

Az okok lehetnek genetikaiak, de környezetiek is. Sok esetben a környezeti tényezők hozzák elő a genetikailag hajlamosított epilepsziát. A szerzett okok közé tartozik az agysérülés, agyi érkatasztrófa, daganatok, és a korábbi fertőzésekből adódó agyi problémák. A genetikai, születési, fejlődési okok inkább a gyerekeknél, a daganatok és az agyi érkatasztrófa az időseknél gyakoribb.

### Genetikai okok
Az ún. idiopátiás epilepszia szindrómák teszik ki az összes epilepszia kb. 30 százalékát, ezeknél feltehetően valamilyen genetikai hiba okozza a betegséget. Az epilepszia szindrómák többsége azonban nem egy-egy meghatározott génnel hozható összefüggésbe, hanem feltehetően komplex, számos gént érintő betegségek, ami megnehezíti a genetikai hátterük pontos feltárását. Az egygénes epilepsziák mindegyike ritka, és összesen legalább 200 fajtájuk ismert. A legtöbb felmerült gén direkt vagy indirekt módon az idegsejtek ingerületvezetésében szerepet játszó ioncsatornák működését érinti. Vannak köztük a GABÁ-ra hatók, de enzimeket kódolók, és G-fehérjék receptorai is.
 Több, mint 200 génnek van szerepe az epilepsziára való hajlamosításban. Az egyes epilepsziára hajlamosító allélok ritkák.
Egypetéjű ikrekben az egyes epilepszia szindrómák jelentős konkordanciát mutatnak, elsősorban a generalizált formák esetében, ami valószínűsíti a genetikai háttér szerepét. Ha az egyik iker epilepsziás, akkor 50-60%-os eséllyel a másik iker is epilepsziás. Kétpetéjű ikrek esetén ez a kockázat 15%. Generalizált rohamok esetén ezek a számok nagyobbak, mint fokális esetben. Ha mindkét iker epilepsziás, akkor többnyire ugyanolyan rohamaik szoktak lenni (70–90%). Az epilepsziás betegek más közeli rokonainak ötször akkora az esélye, hogy szintén epilepsziásak lesznek, mint a többi embernek. Az elméletek szerint az esetek többségében a genetikának van valamennyi szerepe, a környezeti tényezőkkel együtt. Down-szindrómában az esetek 1-10%-ában, Angelman-szindrómában az esetek 90%-ában fordul elő epilepszia.
A phakomatozózisok, úgy is mint neurokután rendellenességek, multiszisztémás betegségek, amelyek többnyire a bőrt és a központi idegrendszert érintik. Ennek az az oka, hogy többnyire egyetlen génmutáció hatására az embrionális ektoderma rendellenesen kezd fejlődni. A bőr, a szem és az idegrendszer is ektodermális eredetű. A rendellenes fejlődés okozhat epilepsziát, értelmi fogyatékosságot, autizmust. A csoport egyes tagjai, például a tuberus sclerosis complex vagy a Sturge-Weber-szindróma gyakrabban jár együtt epilepsziával, mint mások, például az 1-es típusú neurofibromatózis.
A tuberus sclerosis complex autoszomális domináns öröklődésű, amit a TSC1 vagy TSC2 gének mutációja okoz. 6000-10 000 élve születésből egy érintett. A mechanistic target of rapamycin (mTOR) túltermelését okozza, amitől daganatok alakulnak ki különböző szervekben, köztük az agyban, bőrben, szemben, szívben, vesében; továbbá megnöveli az idegsejtek érzékenységét. Az epilepszia valószínűségét 80-90%-ra teszik. Az epilepszia az első három évben alakul ki, és nehezen kezelhető. A kezeléshez használnak mTOR-gátlókat, cannabidiolt és vigabatrint. Gyakran alkalmaznak műtétet is.
A Sturge-Weber-szindrómát a GNAQ gén szomatikus mutációjának aktiválódása okozza. 20 000-50 000 élve születésből egyszer fordul elő. A mutáció vaszkuláris deformációkat okoz az agyban, a bőrben és a szemben. A leggyakoribb megjelenési forma: borszínű anyajegy az arcon, szem angióma és agyi vaszkuláris deformációk. Ezek többnyire egyoldaliak, viszont az esetek 15%-ában mindkét oldalra kiterjednek. Az epilepszia előfordulása 75-100%, és gyakoribb azokban, akikben mindkét agyfélteke érintett. A rohamok az első két életévben kezdődnek, és az esetek felében nehezen kezelhetők gyógyszerekkel. Azonban műtéttel a rohammentesség az esetek 83%-ában elérhető.
Az 1-es típusú neurofibrimatózis a csoport leggyakoribb tagja, 3000 élve születésből egyszer fordul elő. A Neurofibromin 1 gén autoszomális domináns mutációja okozza. Megjelenési formája változó, de beletartozhatnak hiperpigmentált foltok a bőrön, az írisz hamartomái, melyek lehetnek Lisch-nodulák, neurofibrómák; lehetnek gliómák a látóidegen, és értelmi fogyatékosság. Az epilepszia valószínűsége 4-7%. A gyógyszeres kontroll könnyebb, mint a betegségcsoport többi tagjában, de a makacsabb esetekben műtétre is szükség lehet.

### Környezeti tényezők

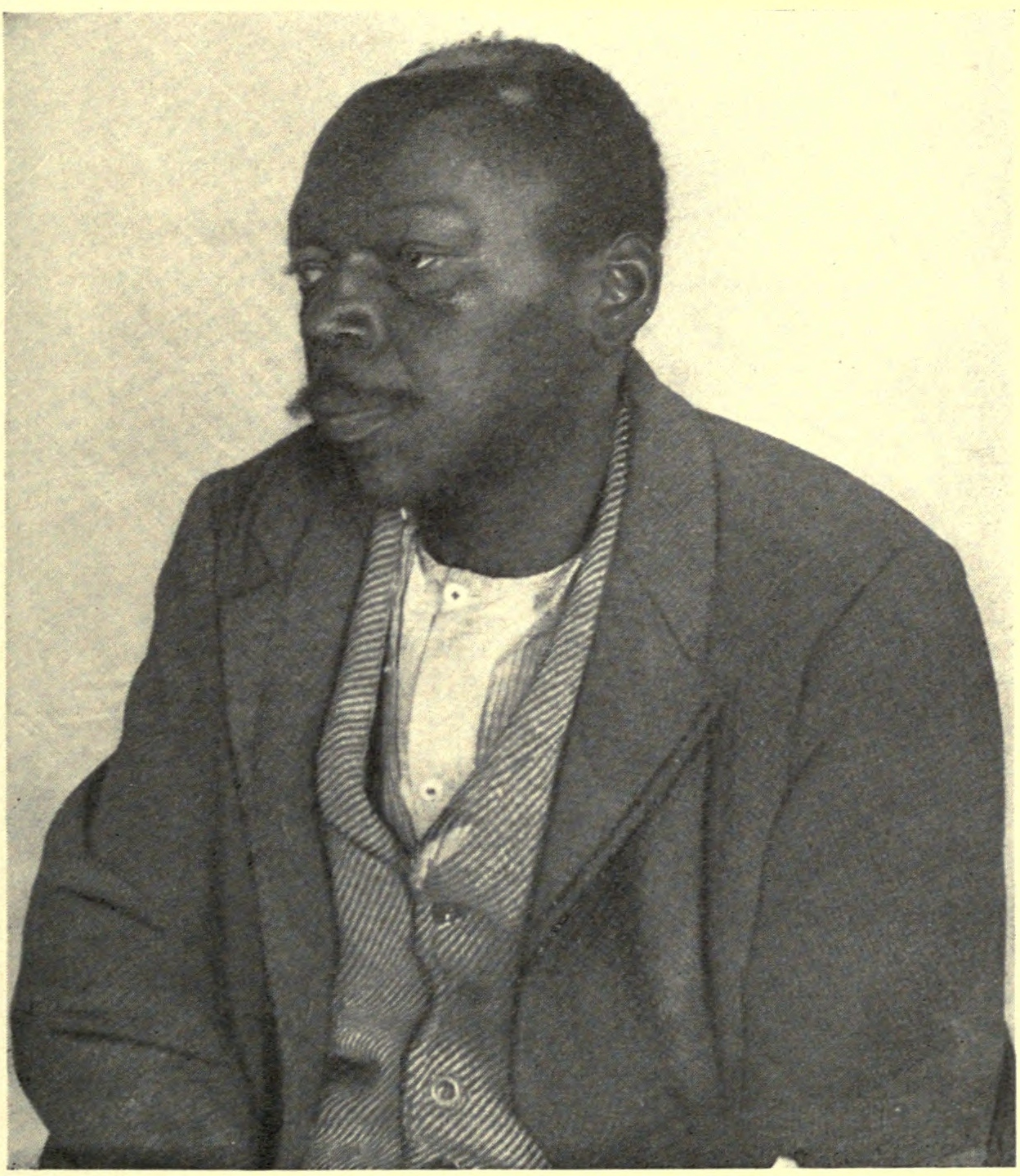
A traumás agysérülés okozhat epilepsziát. A férfi agysérülését a frontális és a fali csont részleges hiánya jelzi. A férfinak egy ideig epilepsziás rohamai voltak a sérülését követően

A betegek negyedében valamilyen másodlagos okra (pl. agytumor, korábbi agyi fertőzés, trauma, az idegrendszer korábbi fertőzése stb.) vezethető vissza, míg az esetek durván 40-50 százalékában semmilyen meghatározható okot sem sikerül felderíteni.
Másodlagos, vagy tüneti epilepsziát számos kiváltó ok előidézhet. Az agydaganatos betegek 30 százalékában jelenik meg epilepszia, ami különösen a halántéklebenyben helyet foglaló és lassan növekvő tumorokra jellemző. A stroke-ot elszenvedő betegek 2-4 százalékában jelentkezik epilepszia, míg a fejtraumák feltehetően az esetek 6-20 százalékáért felelősek. Leggyakoribb az epilepszia a temporális lebenyben lassan növekvő daganat esetén. A sérülés súlyossága, a kéreg befelé fordulása, a hemorrhágia és a korai rohamok növelik az epilepszia esélyeit. A kisebb agysérülések esetén a kockázat kétszeres, a súlyos sérülések esetén a kockázat hétszeres. Az agyat ért lőtt seb esetén az epilepszia valószínűsége 50%. A haemangioma cavernosum és a cerebrális artériás-vénás malformáció esetén az esetek 40-60%-ában fordul elő epilepszia. Az epilepsziás esetek 6-20%-a vezethető vissza agysérülésre. Agyi érkatasztrófa esetén az epilepszia kialakulásának esélye 6-16%.
Egyes bizonyítékok szerint kapcsolat van a cöliákia és a nem cöliákiás gluténérzékenység, illetve az epilepszia között; míg más bizonyítékok ezt nem támogatják. Úgy látszik, hogy van egy tünetegyüttes, ami magában foglalja az epilepsziát, a cöliákiát és az agyi meszesedést. Egy 2012-es kutatás szerint az epilepsziás betegeknél a cöliákia előfordulása 1% és 6% közötti, szemben a teljes népességre jellemző egy százalékkal.
Agyhártyagyulladást követően kialakuló epilepszia esélye kevesebb, mint 10 százalék, a rohamok inkább a fertőzés alatt jelentkezhetnek; a HSV okozta vírusos agyvelőgyulladásban szenvedő betegek kb. felében fordul elő epilepsziás roham, egy részükben pedig a fertőzést követően tartósan is fennmaradhat epilepszia; ennek esélye akár 25% is lehet. A horgasfejű galandféreg által az agyban okozott betegség (neurocysticercosis) esetén is előfordul epilepszia. Ahol ez a betegség gyakori, ott az epilepsziás esetek akár felét is okozhatja. Az epilepszia követhet más agyi fertőzéseket is, mint agyi malária, toxoplazmózis és toxocariasis. A rendszeres alkoholfogyasztás növeli az epilepszia kockázatát: napi hat egység alkohol 2,5-szeres kockázatot jelent. További kockázatot jelent az Alzheimer-kór, a multiple sclerosis, a tuberous sclerosis és az autoimmun agyvelőgyulladás. Az oltásoknak nincs hatása. Az alultápláltság többnyire a fejlődő országokban jelent kockázatot, habár nem világos, hogy közvetlen ok-e. A cerebrál parézis is növeli az epilepszia kockázatát; a spasztikus hemiplégia és a spasztikus kvadriplégia az esetek fele részében epilepsziával társul.

## Tünetei

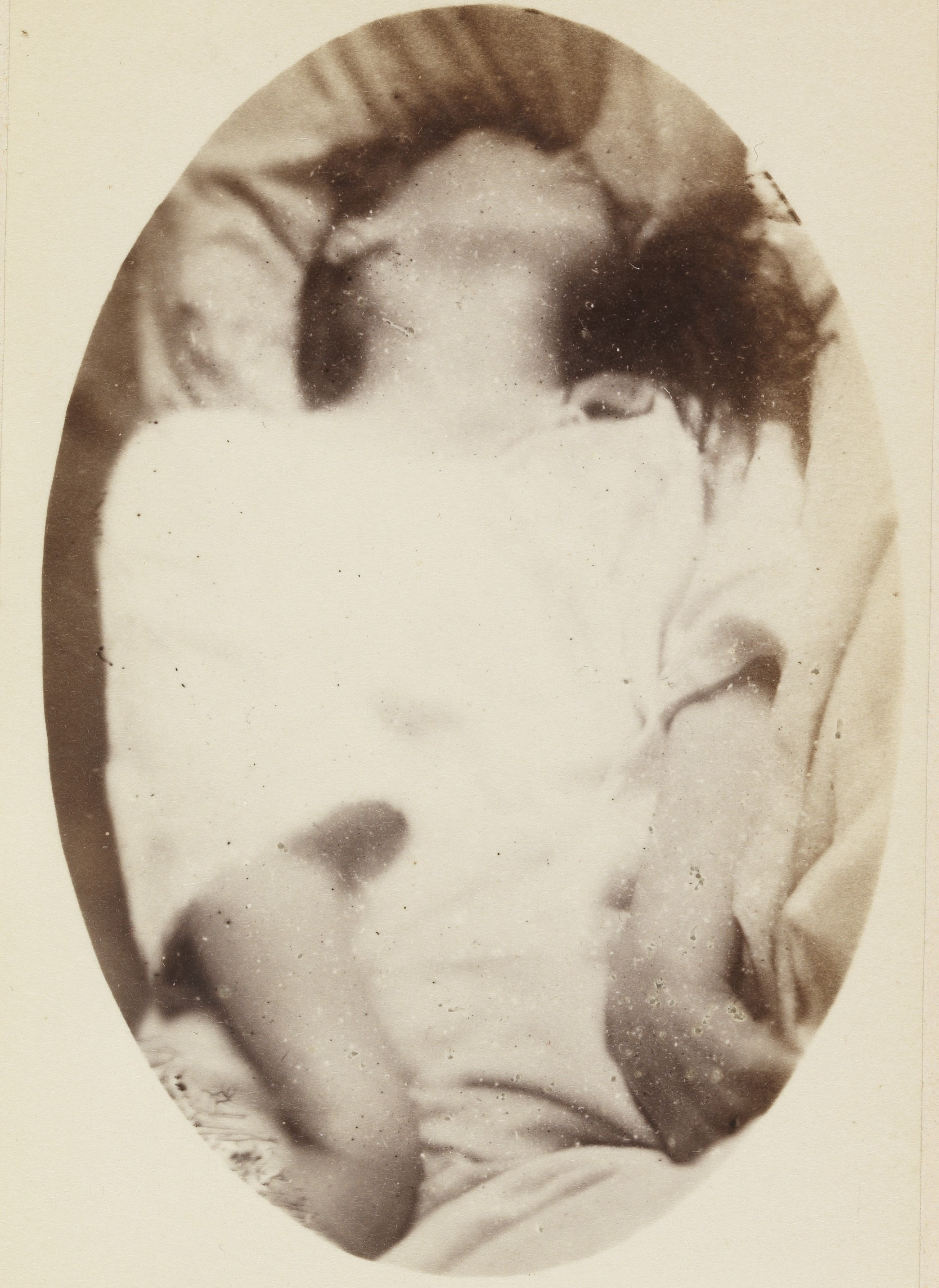
Generalizált roham

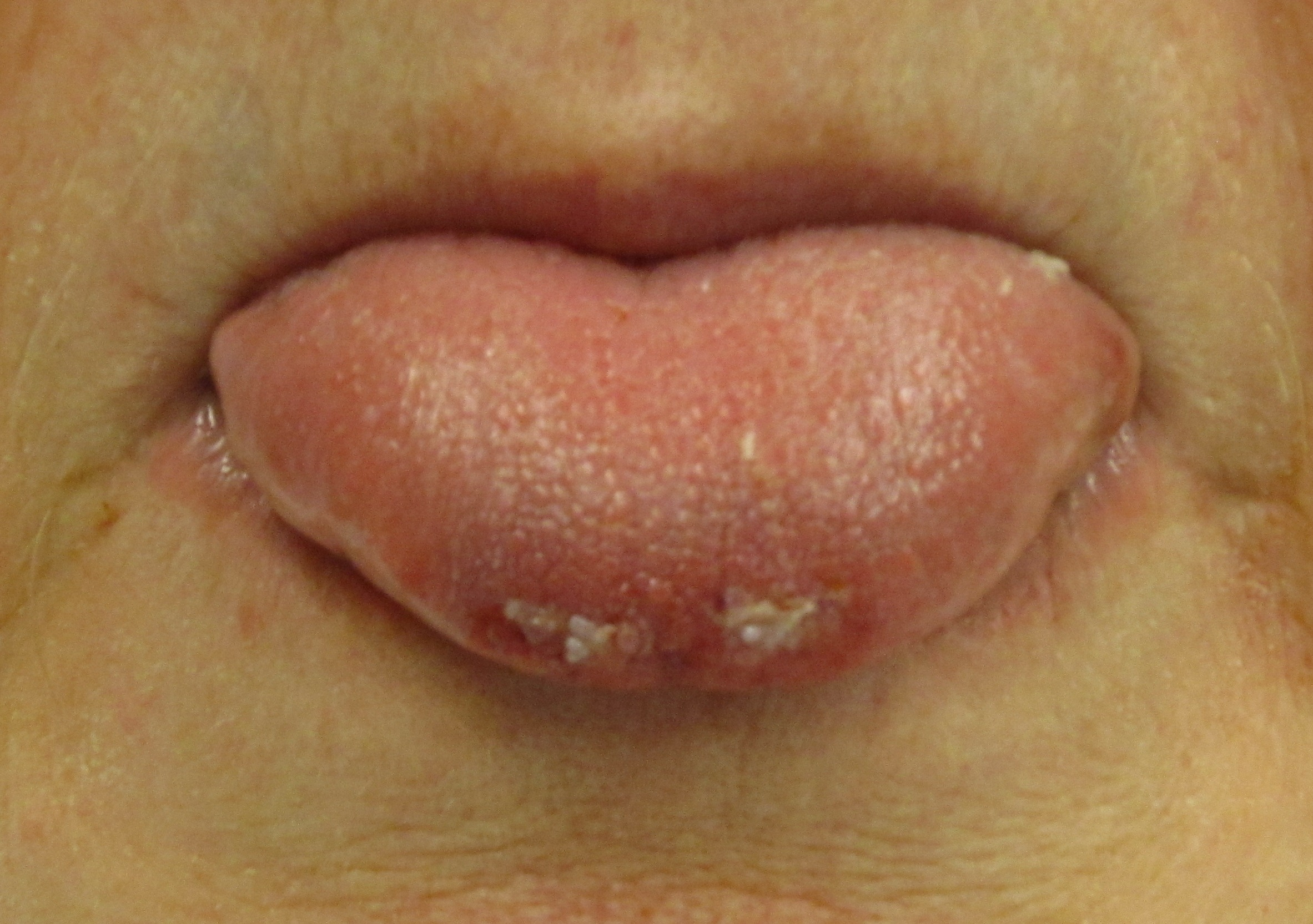
Nyelvharapás roham alatt

Az epilepsziát a rohamok hosszú távú kockázata jellemzi. 
A különböző gócokban zajló kisülések más és más tünetegyütteseket produkálnak, és függenek a beteg életkorától is. Tünetei még: egész testes rángatózás, eszméletvesztés, bambulás stb.
A rohamok leggyakoribb típusa konvulzív, azaz akaratlan izomösszehúzódással jár. Ezek egyharmada generalizált rohamként kezdődik, mindkét agyféltekére kiterjed és az öntudatot is érinti. Kétharmada fokálisan, az egyik agyféltekéből indul, de generalizálódhat. A maradék 40% nem konvulzív. Erre példa az a kisroham, amikor úgy 10 másodpercre az agy kikapcsol. Ez is az öntudat elvesztésével jár.

### Az epilepsziás rohamok típusai
Az epilepsziás rohamok igen különfélék lehetnek attól függően, hogy az agy mely területein alakul ki túlműködés. Alapvetően két fő rohamtípust különböztetnek meg, a generalizált, vagyis az agy egészét érintő rohamokat, és a parciális vagy más néven fokális rohamokat, amik csak az agy bizonyos területeire korlátozódnak. A rohamok kb. 60 százaléka jár görcsökkel (görcsroham, konvulzív roham), ezek kb. 30 százaléka eleve generalizált rohamként indul, míg kétharmaduk parciális rohamként kezdődik, ami később még átmehet generalizált rohamba. A rohamok 40 százaléka azonban nem görcsroham, ezek közé tartozik pl. az ún. absence roham, amely során az egyén pár másodpercre elveszíti kapcsolatát a külvilággal, majd folytatja a korábbi tevékenységét, mintha mi sem történt volna.
Az ILAE 1981-ben osztályozta először a rohamtípusokat, melyet 2010-ben módosítottak az átláthatóság és a rugalmasság érdekében. Pontosan elkülöníti a fokális és a generalizált rohamokat, ha lehetséges, a rohamok közvetlen megfigyelése vagy a betegtől származó beszámolók nélkül. A korábbi terminológiában a parciális szót a fokális helyettesíti, és ez magában foglalja az automatizmusokat, az absence, a kognitív, az autonóm, érzelmi és hiperkinetikus változatokat, míg az aklónusos, mioklónusos, klónusos, infantilis görcsök, és tónusos rohamok lehetnek fokálisak vagy generalizáltak is. Több kifejezést eltávolítottak a leírásból, amelyek nem voltak elég világosak vagy következetesek, mint diszkognitív, pszichikus, egyszerű vagy komplex részleges, míg a másodlagosan generalizált kifejezést helyettesítették a következővel: fokálisból bilaterálissá váló tónusos-klónusos roham. Újabb típusként definiálták a következő, generalizáltnak tekintett típusokat: szemhéj mioklónia, mioklónusos atonikus, mioklónusos absence, és mioklónusos tonikus-klónusos.

#### Parciális rohamok
Parciális vagy fokális rohamnak nevezik, ha az elektromos zavar nem a teljes agyat, hanem annak csak meghatározott részeit, lebenyeit érinti. A roham során az epilepsziás góc helyzetétől függően különböző motoros vagy szenzoros tünetek alakulhatnak ki. Motoros tünetként izom-összehúzódások, szenzorosként pedig különböző érzészavarok jöhetnek létre, pl. zsibbadás, látási, hallási, szaglási, vagy ízérzési hallucinációk, déjà vu. Az ilyen izolált érzészavarokat epilepsziás aurának nevezik, melyek jelentkezhetnek önmagukban is, vagy másféle, akár generalizált roham előjeleként is, és amelyek jellegéből következtetni lehet az epilepsziás góc helyére az agyban. Jackson-féle rohamnak nevezik, ha a roham egy meghatározott területen kezdődik, majd fokozatosan más-más területekre is átterjed a folyamat (pl. a kézről a karra, onnan a vállra, majd az egész testfélre). Előfordulhatnak automatizmusok is, amelyek egyszerű öntudatlan tevékenységek, mint például az ajkak megnyalása, vagy valamit felvenni a földről. A motoros rohamok után is maradhat átmeneti izomgyengeség (Todd-féle parézis, vagy posztiktális parézis). A parciális rohamokon belül megkülönböztetnek ún. egyszerű (simplex parciális) és összetett (komplex parciális) rohamokat, előbbieknél a beteg végig tudatánál van, a roham alatt is lehet vele kommunikálni, míg a komplex rohamoknál elveszíti az öntudatát. Utóbbi rohamtípusra jellemzőek a motoros automatizmusok, a beteg tudtán kívül ismétlődő jelleggel egyszerű mozgásformákat végez, ilyen lehet pl. a csámcsogás, vagy ha céltalanul matat a kezével. A parciális rohamok átmehetnek generalizált rohamba, ha az elektromos zavar a kiindulási gócból átterjed az egész agyra.

#### Generalizált rohamok
Generalizált rohamok: generalizált rohamoknak nevezzük a kétoldali motoros jelenségekkel járó epilepsziás rohamokat.
Az absence rohamok fő tünete a tudatzavar; leggyakrabban 4-10 éves korban keletkeznek. A rohamok figyelmeztető jelek nélkül ismétlődnek, akár napi 10-50 roham is lehetséges. Csak pislogás vagy a fej elfordulása jelzi. Tipikusan nem jár eleséssel, és utána a beteg ott folytatja, ahol abbahagyta.
A myoclonusos rohamok hosszabb periódusokban ismétlődnek, a felső végtagok szimmetrikus, ritmusos rángásával zajlanak. Kiterjedése lehet kisebb vagy nagyobb. A beteg eleshet, ami sérülést okozhat. Ez a rohamforma sokszor terápiarezisztens, a betegek elbutulnak, intelligenciájuk nem fejlődik ki. Naponta akár több száz alkalommal is bekövetkezhet. A görcsöket nem kíséri tudatzavar.
A clonusos roham szabálytalan aszimmetriás izomrángások, tónusos szakasz nélkül. Tudatzavarral nem jár. A frontális lebeny károsodásának tünete lehet.
A tónusos roham olyan izomaktivitás, amely az érintett testrészt vagy végtagot bizonyos helyzetben rögzíti. Rendszerint éjszaka fordul elő. Maximum 1 percig tart, általában tudatzavar is kialakul.
Az atónusos roham során az izomaktivitás egy másodpercnél hosszabb időre megszűnik, tipikusan a test mindkét oldalán.
A tónusos-clonusos roham (más néven grand mal roham) nem korlátozódik egy-egy testrészre, hanem végigterjed az egész testen. A roham során a beteg elveszíti eszméletét, elesik. Az összes izom megfeszül (ezt nevezzük tónusos görcsnek), az alsó és felső végtagok teljesen nyújtott állapotban rögzülnek. A hirtelen izom-összehúzódás a tüdőkből a levegőt hirtelen kipréseli, ami furcsa kiáltás formájában hallható. Másodpercekkel később az összes izom rángásokba kezd (ez a jelenség a clonusos görcs). A fokozott nyálelválasztás miatt a beteg szája habos, gyakorta elharapja a nyelvét. A harapás pszichogén nem-epilepsziás rohamok esetén is előfordul. A beteg olykor a vizeletét nem tudja tartani. A rángógörcsök rövid ideig tartanak, majd a test ellazul. További percek elteltével a beteg lassan visszanyeri eszméletét, de tudata még hosszú ideig ködös, homályos lehet, vagy a beteg elalszik. A köztudatban ez a legismertebb epilepszia fajta. A pszichogén nem-epilepsziás rohamok alatt az EEG nem mutatja az epilepsziára jellemző szinkronizált tevékenységet. Disszociációs rendellenességnek tekintik.
Ritkább rohamtípusok okozhatnak akaratlan természetellenes nevetést, sírást, vagy bonyolultabb eseményeket, mint például déjà vu.

#### Triggerek
Az epilepsziás betegek 6%-ának rohamait ismert ok váltja ki, ezt triggernek nevezik, ezeket a rohamokat pedig reflexrohamnak. A reflexepilepszia azt jelenti, hogy a betegnek csak ilyen, külső körülmények által kiváltott rohamai vannak. Gyakori triggerek a villogó fények és a hirtelen hangos zajok. Az epilepszia bizonyos típusaiban a rohamok gyakoribbak alvás közben, és vannak olyan típusok is, amelyek csak alvás közben fordulnak elő.. Az ILAE 2017-ben új, egységes rendszert adott ki a rohamok és az epilepsziatípusok csoportosítására okaikkal és társbetegségeikkel együtt.

#### A rohamok csoportosulása
A betegek tapasztalhatják a rohamok halmozódását, ami az állapotuk rosszabbodását jelenti. A rohamklaszternek nincs mindenki által elfogadott definíció; különböző szerzők különböző definíciókat használnak, így a rohamklaszterek gyakorisága 5-50%. A halmozódás azoknál a legnagyobb, akiknél a leggyakoribbak a rohamok. A rohamklaszterek együtt járnak az egészségügy gyakoribb igénybe vételével, a pszichoszociális helyzet és az életminőség romlásával, és feltehetően a várható élettartam megrövidülésével. A rohamok halmozódása ellen benzodiazepineket írnak fel.

#### Roham utáni állapot
Az aktív roham után a beteg általában 3-15 perc alatt nyeri vissza tiszta öntudatát, addig zavart állapotban van, de ez az időtartam esetenként akár több óra is lehet. További gyakori tünetek a fáradtságérzés, a fejfájás, beszédzavar, és a normálistól eltérő viselkedés. Pszichózis (a valóság és a nem valóság összemosódása) az esetek 6–10%-ában fordul elő. Gyakran nem emlékeznek arra, hogy mi történt ebben az időszakban. Helyi roham után előfordulhat helyi gyengeség, ami Todd-parézis néven ismert, melynek időtartama többnyire másodpercektől percekig terjed, de tarthat akár 48 órán keresztül is.

## Mechanizmusa
Általában az agyi aktivitás nem szinkron. mivel neuronok tömegei nem tüzelnek egyszerre, hanem úgy, ahogy a jelek bejárják az agyat. Az idegsejtek aktivitását több tényező is szabályozza sejten belül és a sejt környezetében. A belső tényezők közé tartazik az idegsejt típusa, az ioncsatornák száma és eloszlása, a receptorok és a génkifejeződés változása. A külső tényezők közé tartozik az ionkoncentráció, a szinaptikus plaszticitás és a transzmitter anyagok gliasejtek általi lebontásának sebessége.

### Epilepszia
Az epilepszia mechanizmusa nem ismert pontosan, de ismerjük a sejtben és a hálózatban lezajló folyamatok egy részét. Az ismeretlen részletek közé tartozik, hogy mi okozza a szinkronizációt, ezzel rohamot váltva ki. Úgy látszik, hogy a MicroRNS-ekben történő változásoknak vezető szerepük van. A MicroRNS-ek rövid, nem kódoló RNS-szakaszok családja, ami több fehérje kifejeződésének szintjét kontrollálja az mRNS aktivitásának csökkentésével és fordítás lassításával, így a szabályozó mechanizmus kulcsa lehet, amelyet a terápia is megcélozhat.
Epilepsziában az ingerlő neuronok ellenállása a tüzeléssel szemben a roham alatt csökkent. Ez előfordulhat az ioncsatornák változása miatt, vagy azért, mert a gátló neuronok nem működnek megfelelően. Emiatt kialakul egy terület az agyban, ahonnan a rohamok elindulnak, ez a rohamfókusz. További mechanizmus lehet az ingerlő áramkörök gyengébb, vagy a gátló áramkörök erősebb visszafogása az agy sérülése után. Ezek a másodlagos epilepsziák az epileptogenezis néven ismert folyamatok nyomán kezdődnek.  További ok lehet a vér-agy gát hibája, ami gyengíti a bejutó anyagok szűrését.

### Rohamok
Bizonyítékok vannak arra, hogy a rohamok nem véletlenszerűek. Gyakran külső hatások váltják ki, mint stressz, túl sok alkohol, villogó fények, kialvatlanság és más tényezők.
Az epilepsziás roham alatt az idegsejtek egy csoportja abnormálisan, túlzott gyakorisággal és szinkronizáltan kezd tüzelni. Ez egy depolarizációs hullámot idéz elő, melyet paroximális depolarizációs eltolódásnak neveznek. Normális esetben miután egy ingerlő neuron tüzelt, azután egy ideig kevéssé ingerlékeny. Ezt támogatja az adenozin, a gátló neuronok és az elektromos változások az ingerlő neuronban.
A fokális rohamok egy agyterületen kezdődnek, míg a generikus rohamok mindkét agyféltekét érintik. Egyes rohamok képesek az agy szerkezetének megváltoztatására, míg mások nem. Az epilepsziához kapcsolódnak a gliózis, az idegsejtek pusztulása, és egyes agyterületek atrófiája, de nem ismert, hogy ezek okai vagy következményei-e az epilepsziának.
A rohamok különböző szinteken írhatók le, az egyes sejtektől a teljes agyig. Különböző tényezők az agy különböző szintjeire hatnak, így különböző szinteken képesek az agyat megbetegíteni és rohamot kiváltani.

## Szövődményei
A rohamok életveszélyesek, mivel nincs semmi előjelük, így bármikor előfordulhatnak. Megnő az autóbaleset és a fulladás valószínűsége. Terhesség alatt is veszélyesek a rohamok, és bizonyos gyógyszerek terhesség alatt növelik a születési rendellenességek valószínűségét. A pszichológiai problémák is gyakoribbak. A lehetséges szövődmények közé tartozik az idegentest-tüdőgyulladás és a tanulási zavarok.

## Felismerése

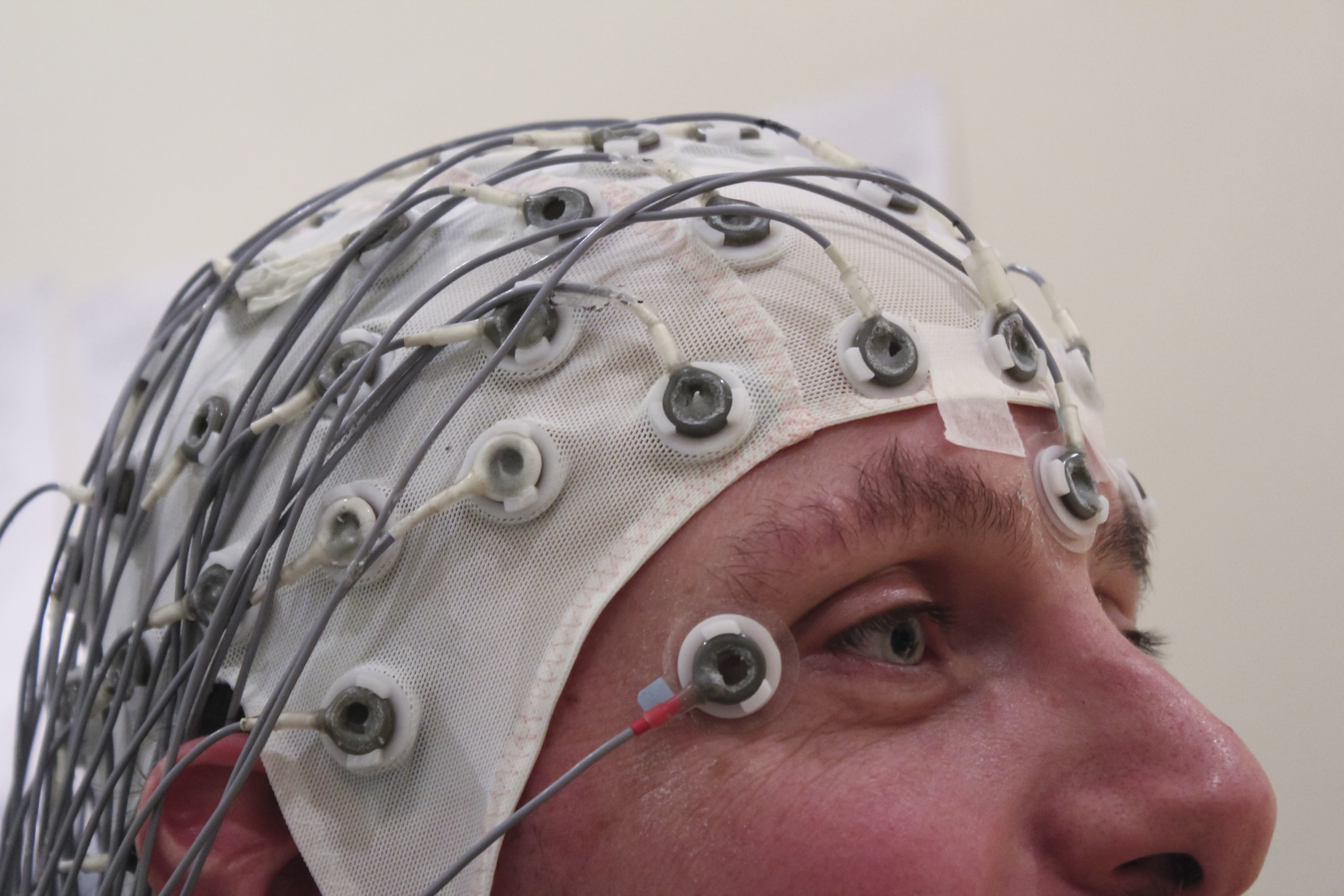
Az EEG segíthet meghatározni a rohamfókusz helyét

Az epilepsziát rendszerint a roham és az azt kiváltó ok megfigyelésével diagnosztizálják. Elektroenkefalogrammal (EEG) keresik az agyhullámok abnormális mintázatát, és képalkotással (CT vagy MRI) megnézik az agy szerkezetét, ami szintén része a kezdeti vizsgálatoknak. Gyakran egy specifikus epilepsziás szindrómát keresnek, de ezt nem minden esetben tudják megtalálni. Bonyolult esetekben videó és EEG monitorozás is hasznos lehet.
Az EEG megmutatja az agyi aktivitást, ami jelezheti a rohamok megnövekedett gyakoriságát. Csak azoknak ajánlott, akiknek epilepsziagyanús rohamaik voltak. Az EEG segít a rohamok típusát és a szindrómát meghatározni. Gyerekeknél csak a második roham után van rá szükség, hacsak a szakorvos másként nem dönt. Nem használható az epilepszia elvetésére, de a diagnosztizálásra sem, mivel sok a hamis pozitív eredmény. Bizonyos esetekben hasznos lehet alvás vagy virrasztás közben végezni.
Diagnosztikai képalkotás (CT vagy MRI) ajánlott az első nem lázas roham után az agy és környezetének szerkezeti hibáinak felderítésére. Általában az MRI a jobb választás, hacsak nem áll fenn vérzés gyanúja, amikor is a CT az érzékenyebb és könnyebben elérhető. Hogyha az intenzív osztályra érkezett beteg gyorsan visszatér a normális állapotba, akkor a képalkotó teszteket elhalasztják. Ha már vannak képalkotási eredmények korábbi epilepsziás rohamokról, akkor az újabb rohamok esetén sem indokolt az újabb képalkotás.
Felnőttek esetén a diagnózis része a vérelektrolit tesztelése, a vér glükóztartalmának és kalciumszintjének mérése, hogy kizárják ezeket, mint a problémák lehetséges okait. Elektrokardiogrammal kizárhatók a szívritmus zavarai. A gerinccsapolás hasznos lehet központi idegrendszeri fertőzések diagnosztizálására, de nincs rá rutinszerűen szükség. Gyerekeknél laborteszteket végeznek, hogy felderítsék a lehetséges anyagcsere-zavarokat. Mindezek mellett a genetikai vizsgálat is fontos, keresve a súlyos epilepsziás esetek nagy részét okozó örökletes tényezőt. Ha a génteszt negatív, akkor is két-három év múlva javallott a genetikai adatok újraelemzése.
A rohamot követő 20 percben mért magas prolaktinszint megerősítheti a roham epilepsziás voltát, szemben a pszichogén nem-epilepsziás rohammal. A szérum prolaktinszint kevésbé hasznos fokális rohamok felderítésére. Ha a szint normális, még akkor is lehet a roham epilepsziás, és lehet ájulás miatt is, így nem is ajánlott az epilepszia diagnosztizálásában.

## Elkülönítése más kórképektől
Az epilepszia diagnózisa bonyolult. Több más betegség és jelenség okozhat az epilepsziás rohamokhoz hasonló tüneteket, mint az ájulás, a hiperventilláció, a migrén, a narkolepszia, a pánikrohamok és a pszichogén nem-epilepsziás rohamok. Részletesebben, az ájulást görcsök kísérhetik. Az éjszakai frontális lebeny epilepsziát korábban alvászavarnak tekintették. A parokszimális diszkinézia mozgási rendellenesség rohamait is vélhetik epilepsziás rohamoknak. Az összeesés oka is lehet atonikus epilepszia. Egy esésroham oka lehet többek között egy atónusos roham.
Bizonyos gyermekkori viselkedések könnyen értelmezhetők epilepsziás rohamokként, de nem azok. Ide tartozik az érzelmi görcs, ami előfordulhat dühroham közben, de lehet sírógörcs vagy nevetőgörcs is. Lehet ágyba vizelés, lidércnyomás, tik vagy borzongás is. A refluxra adott reakcióként a gyerek háta meggörbülhet, és a feje oldalra fordulhat, ami szintén értelmezhető tévesen epilepsziás rohamként.
Az epilepszia diagnózisa sok esetben (az esetek 5-30%-ában) téves. Különböző tanulmányok szerint a nehezen kezelhető epilepsziás rohamok valójában nem epilepsziás rohamok, hanem szív-érrendszeri rohamok. Az epilepsziaklinikákon a betegek 20%-a pszichogén nem-epilepsziás rohamoktól szenved. A kezelést nehezíti, hogy a pszichogén nem-epilepsziás rohamok az esetek 10%-ában epilepszia mellett fordulnak elő. További tesztek nélkül nehéz elkülöníteni egymástól a kétféle rohamot.

## Statisztikai adatok
A betegség előfordulási aránya: a gyermek populáció 1%-a, a felnőtteknek 1,5%-a epilepsziás. Magyarországon mintegy 150 000 embert, illetve családot érint az epilepszia, és mintegy félmillió embernek lehet életében egyszer vagy többször epilepsziás rohama. A mai korszerű kezelések (gyógyszerek, esetleg műtét) eredményeként a betegek 70-80 százaléka tünetmentesen élhet, ugyanakkor minden második beteg a vele szemben támasztott előítéletek miatt képtelen beilleszkedni környezetébe. A népesség 5%-a élete során legalább egy epilepsziás rohamot elszenved. Ezt nem nevezzük epilepsziának, csak ha a roham ismétlődik.
Az epilepszia az egyik leggyakoribb súlyos neurológiai betegség. 2015-ben 39 millió epilepsziás beteg volt ismert. A 20 éves kor fölötti népesség 1%-a, a 75 éven felüliek 3%-a epilepsziás. Gyakoribb férfiakban, mint nőkben, habár a különbség kicsi. A betegek 80%-a szegény, vagy a fejlődő világban él.
2012-es becslések szerint az aktív epilepszia előfordulása 3–10 per 1000, ahol is az epilepszia aktív, ha a betegnek legalább egy nem provokált rohama volt az utóbbi 5 évben. A fejlett országokban az új esetek száma évi 40–70 per 100 000, a fejlődő világban 80–140 per 100 000. A szegénység a kockázati tényezők egyike, mind olyan értelemben, hogy az ország szegény, vagy az egyén, illetve családja szegény a környező népességhez képest. A fejlett világban többnyire fiatal vagy idős korban kezdődik; a fejlődő világban a legtöbb eset nagyobb gyerekeknél vagy fiatal felnőtteknél kezdődik, fertőző betegségek vagy a traumák miatt. A fejlett országokban az 1970-es évek és 2003 között az új esetek száma csökkent a gyerekeknél és nőtt az időseknél, részben azért, mert az idősek nagyobb arányban élnek túl egy agy-ér katasztrófát.

## Kezelése

### Elsősegély

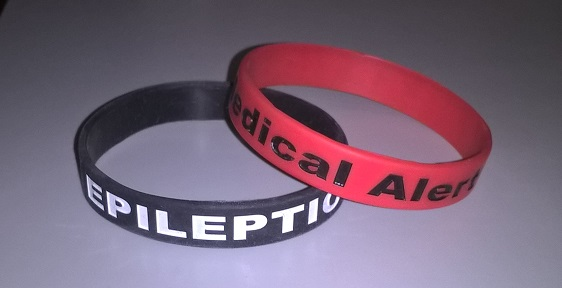
Epilepsziára figyelmeztető karkötők

A generalizált, tónusos-klónus görcsroham esetén a beteget biztonságba kell helyezni, és megakadályozni, hogy súlyos sérüléseket szenvedjen, pl. beüsse a fejét. Célszerű megjegyezni, hogy pontosan mikor kezdődött a roham, a roham teljes időtartamának ismerete ugyanis fontos diagnosztikus segítséget jelenthet. A rángatózó beteget nem szabad lefogni, mert az súlyos izomsérüléseket okozhat, és a szájába sem szabad belenyúlni, vagy tárgyakat beletenni a nyelvsérülések megelőzésére, mivel a beteg könnyen megharaphatja az elsősegélynyújtót. Meg kell róla győződni, hogy a beteg lélegzik, és stabil oldalfekvésbe kell fordítani, hogy a betegség tüneteként előforduló bővebb nyáltermelés és hányás ne okozzon fulladást. A sérülések megelőzésére további intézkedéseket lehet tenni, de a gerinc rögzítése nem szükséges.
A rohamok általában percek alatt maguktól is megszűnnek, az 5 perc alatt sem szűnő, vagy az egy órán belül ismételten jelentkező rohammal járó állapotot status epilepticusnak nevezik, amely sürgősségi ellátást tesz szükségessé a légutak biztosítására. Ehhez hasznos lehet egy cső, amit az orron és a garaton át vezetnek a légutakba. Egy hosszabb roham kezelésére midazolam használható, ami szájon vagy orron át is beszedhető. A végbélen keresztül diazepam adható. Kórházban a lorazepamot részesítik előnyben, intravénásan beadva.
Ha két adag benzodiazepin sem segít, akkor phenytoinokat ajánlanak.
Ha még erre sem javul a beteg állapota, akkor a kezelést az intenzív osztályon kell folytatni, ahol erősebb eszközöket használnak, mint például midazolam infúziót, ketamint, thiopentont vagy Propofol. A legtöbb kórháznak van kidolgozott menetrendje ennek az állapotnak a kezelésére, ami hatékonyan meggyorsítja, hogy a beteg megfelelő kezeléshez jusson.

### Gyógyszeres kezelés

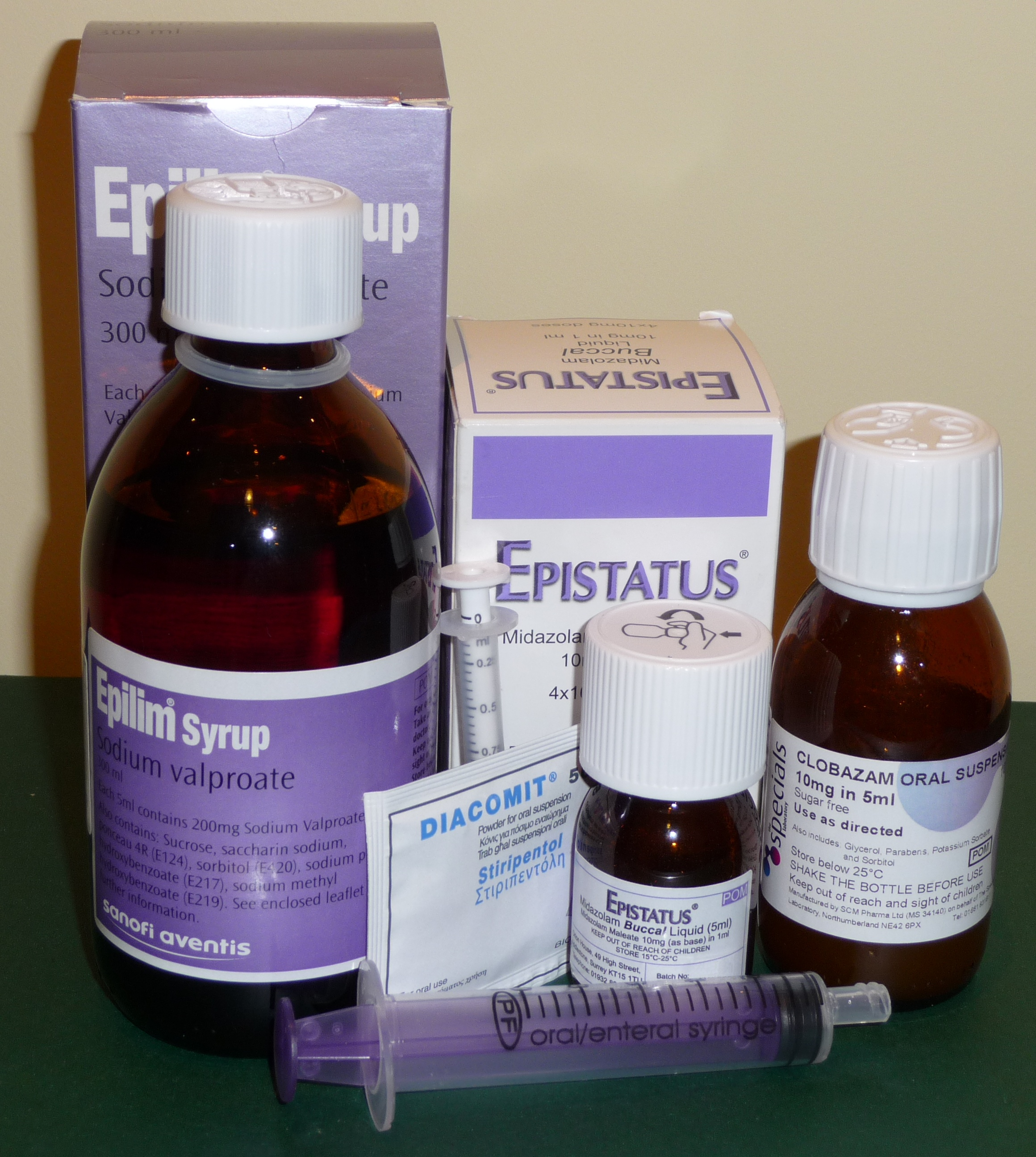
Antiepileptikumok

2005-ben az Év Gyógyszere Magyarországon egy belga gyógyszergyár epilepszia kezelésére szolgáló, új hatásmechanizmusú készítménye lett, amely amellett, hogy kiemelkedően hatékony, a mellékhatások előfordulása tekintetében is lényegesen kedvezőbb az eddig használtakhoz képest.
Az epilepszia gyógyszereit antikonvulzánsoknak vagy antiepileptikumoknak nevezik. Az alkalmazott gyógyszerek kiválasztása függ a beteg korától, életmódjától, a roham típusától, az epilepszia típusától, további egészségügyi problémáktól és más gyógyszerektől. Először az orvos egy gyógyszert választ; ha ez nem hatásos, akkor kipróbálnak egy másik gyógyszert. Ezután próbálhatják kombinálni a gyógyszereket. Az esetek felében az első gyógyszer hatásos; a második gyógyszer 13%-ban segít; a kombinációk pedig további 4%-ban javítanak a helyzeten. A betegek 30%-át nem tudják gyógyszerekkel tünetmentessé tenni.
Sok különböző gyógyszer létezik, köztük phenytoin, carbamazepin és valproat. Bizonyítékok szerint a phenytoin, carbamazepin és valproat mind fokális, mind generalizált rohamok esetén hasznos. A kontrollált adagolású carbamazepin ugyanolyan jól működik, mint az azonnal adott carbamazepin, de kevesebb mellékhatással. Kimutatták, hogy a Nux vomica és a Cicuta virosa szignifikáns hatással bír epilepszia ellen, és mellékhatást nem mutattak ki. Ez hasznos lehet a népesség jelentős része számára. Az Egyesült Királyságban elsőként carbamazepint vagy lamotrigint kínálnak fel fokális rohamok esetén, míg a levetiracetam és a valproat másodlagos, mivel drágábbak és több a mellékhatásuk. Generalizált rohamok esetén valproat az első választás, és a lamotrigin másodlagos. Absence roham esetén ethosuximide vagy valproat ajánlott. A valproat hasznos mioklónusos, tónusos és atónusos rohamok esetén. Ha gyógyszerekkel a rohamok elmaradnak, akkor nem szükséges a gyógyszerek mennyiségét mérni a vérben.
A legolcsóbb gyógyszer a phenobarbital, ami évi 5 amerikai dollárba kerül. A World Health Organization ezt ajánlja elsődlegesen a fejlődő világ számára, és ezt használják is széles körben. A hozzáférés nehezített lehet, mivel egyes országokban rekreációs célú használatát droggal való visszaélésként büntetik.
Mellékhatások az esetek 10-90%-ában jelentkeznek, az adatgyűjtés módjától függően. A legtöbb hatás függ az adagolástól, és enyhe. Ide tartoznak a hangulatváltozások, az aluszékonyság, és bizonytalanság a járásban. Vannak gyógyszerek, melyek mellékhatásai függetlenek az adagolástól, mint kiütések, májmérgezés, és az aplasztikus anémia. A mellékhatások miatt a páciensek negyede abbahagyja a gyógyszer szedését. Egyes gyógyszerek terhesség alatt fejlődési rendellenességeket okozhatnak, különösen az első trimeszterben, mint valproate, phenytoin, carbamazepin, phenobarbital és gabapentin. Ennek ellenére a családtervezés és a terhesség elején is folytatják ezeket a gyógyszereket, mivel az epilepszia kezelés nélkül hagyása veszélyesebb lenne. A fejlődési rendellenességek kockázata levetiracetam és lamotrigin szedése esetén a legkisebb.
Kettő-négy év tünetmentesség után lehetséges próbálkozni lassú leállással a gyógyszerekről. A páciensek harmadának azonban visszatérnek a rohamai, általában az első három-hat hónapban. A gyerekek 70%-ában és a felnőttek 60%-ában eredményes a gyógyszerek abbahagyása. Ha a rohamok jól kontrolláltak, akkor nem szükséges a gyógyszerek szintjét mérni.

### Műtét
Hogyha a gyógyszeres kezelést nem sikerül beállítani, akkor meggondolandó a műtét. A műtétre legkorábban két-három gyógyszer kipróbálása után adnak javallatot. Ezekre specializált központokban kerül sor, ahol személyre szabottan kivizsgálják a beteget. Ezzel a módszerrel csak fokális rohamokat lehet kezelni. Régebben (még 2002-ben is) a teljes rohammentesség volt a cél, de ez már 2007-re megváltozott. Ekkorra a legtöbb orvosnak már az volt a meggyőződése, hogy a műtétet akkor is érdemes elvégezni, ha azzal nem érhető el teljes rohammentesség, de a rohamok gyakorisága szignifikánsan csökken. Gyerekeknél az esetek 60–70%-ában felgyorsul a fejlődés, és a stagnálás is megszűnik. A műtéti kezelés gyakran nagyon radikális, de arra vigyáznak, hogy a beteg a műtét után is beszélni tudjon. Az eljárások közé tartozik tumorok eltávolítása, az agykéreg egyes részeinek kivágása és a hippocampus kivágása a temporális lebeny elülső részének kimetszésével. Sőt, még a corpus callosumot is átvághatják, ezzel megszüntetve a kapcsolatot az agyféltekék között, hogy a rohamok ne terjedjenek át az egyik féltekéről a másikra. Sok esetben a műtét után a gyógyszerek elhagyhatók.

### Idegstimuláció
Az idegstimulációt neurokibernetikus protézist ültetnek be, amivel rendszeres, pulzáló elektromos ingerlést adnak le meghatározott idegekre vagy agyterületekre, más kezelések mellett. Három típust alkalmaznak: bolygóideg stimuláció, elülső talamusz stimuláció és zárt körű reszponzív stimuláció.

### Ketogén diéta
A ketogén diétát az epilepszia kezelésére fejlesztették ki. Lényege, hogy a diéta hatására a szervezet átáll arra, hogy főként zsírokból nyerjen energiát. Az epilepszia kezelésében, a rohamok számának csökkentésében mutatott eredményességének hatásmechanizmusa nem ismert; ez további kutatást igényel. Olyan esetekben meggondolandó, amikor sem a gyógyszerek nem segítenek eléggé, sem a műtét nem opció. A diéta általánosan alkalmazott időtartama egy év, azonban a páciensek 10%-a több évig is folytatja a diétát, hatékonysága és tolerálhatósága miatt. Mellékhatásként a páciensek 30%-a észlel gyomor-bélrendszeri problémákat. Hosszú távon megnő a szív-érrendszeri betegségek kockázata. Készültek jobban betartható, kevésbé radikális diéták is, amelyek hatékonyak lehetnek. Cöliákia vagy nem-cöliákiás gluténérzékenység esetén gluténmentes diétával a rohamok gyakorisága csökkenthető.

### Kiegészítő módszerek
Az elkerülő terápia a kiváltó tényezők elkerülésén alapul. Például fényérzékenység esetén a beteg kis tévét használ, kerüli a videójátékokat, vagy sötét szemüveget használ. Az EEG-n alapuló operáns alapú biovisszacsatolás segíthet azokon is, akiknél a gyógyszerek kevéssé hatékonyak; azonban mindezek csak kisegítő módszerek lehetnek, a gyógyszereket nem helyettesíthetik.
Néhány adat támogatja azt az állítást, hogy a testmozgás segíthet a rohamok megelőzésében. Segítő kutyák segíthetnek a rohamok alatt és után, és lehet, hogy előre tudnak jelezni rohamokat, de ez bizonytalan (2007).
Mérsékelt minőségű bizonyítékok szerint a pszichológiai módszerek más módszerek kiegészítéseként hasznosak lehetnek. Javíthatják az életminőséget, az érzelmi jóllétet, és csökkenti a fáradtságérzetet serdülőknél és felnőtteknél.
Gyerekeknél a vitatott cannabidiol hasznos lehet. 2018-ban az FDA megerősítette ennek alkalmazását a Lennox–Gastaut-szindrómában és a Dravet-szindrómában.
Néhány tanulmány szerint a dexamethasonnal sikeresen lehetett más gyógyszerekkel szemben makacs rohamokat gyerekeknél és felnőtteknél is.

### Terhesség alatt
Termékeny korú nőknél az epilepszia kezelésében kompromisszumot kell találni a lehetséges magzatkárosító hatások és az ellenőrzés nélkül hagyott rohamok között. Sok gyógyszer okozhat nagyobb fejlődési rendellenességeket, lassíthatja a növekedést, vagy okozhat kognitív vagy viselkedési zavarokat; ezeket a betegnek meg kell beszélnie orvosával. A legtöbb esetben sikerül biztonságos és hatékony kezelést találni, és egészséges gyereket szülni, azonban a kockázat fennáll. AZ ILAE összegyűjtötte és közzétette a leggyakoribb ajánlásokat.

### Alternatív módszerek
Nincsenek bizonyítékok arra, hogy akupunktúra, rutin vitaminok vagy jóga bármit is segíthetne az epilepszián. 2016-ban a melatonin hatásossága nem volt elégségesen alátámasztva, mivel ezek a tanulmányok nem felelnek meg a metodológiai elvárásoknak.
Különböző megbízhatóságú bizonyítékok vannak néhány további kiegészítő hasznosságára. Ide tartoznak a nagy adagú Omega-3, a berberin, a manukaméz, a különböző gombák, a curcumin, az E-vitamin, a koenzim Q-10, és a resveratrol. Elméletek szerint azért működhetnek, mert csökkentik a gyulladást vagy az oxidatív stresszt, amelyek fontos tényezők az epilepszia mechanizmusában.

## Megelőzése
Az epilepszia kialakulása sokszor nem előzhető meg. A súlyos fejsérülések elleni védelem, a születés környéki jó ellátás és a paraziták, például a sertés galandféreg elleni védekezés hatékony lehet. Közép-Amerika egy régiójában a sertés galandféreg visszaszorítása 50%-kal csökkentette az epilepszia előfordulását.

## Vizsgáló módszerek
EEG: elektroenkefalográf. Teljesen fájdalommentes vizsgálat. Kis elektródákat erősítenek a hajas fejbőrhöz, majd ezeket olyan készülékhez kapcsolják, amely az agy elektromos aktivitását érzékeli és azt papírra rajzolja, vagy a számítógép mutatja és tárolja. Az így kapott görbék alapján vizsgálható az agy elektromos működése. Epilepsziás rohamok lezajlása után a betegek 50%-ánál várható pozitív EEG-lelet. Az epilepsziás működészavar gyanúját keltő hullámjelenségeket epilepsziás izgalmi jelnek hívják.
MRI: a legkorszerűbb képalkotó vizsgálat, mellyel az agy szervi betegsége nagy biztonsággal kizárható vagy megállapítható.

## Következményei
A betegség ronthatja a beteg társadalmi és pszichés jóllétét. Előfordulhat elszigetelődés, stigmatizáció, fogyatékosság. Ezek következménye a gyengébb képzettség és a rosszabb foglalkoztatási kilátások. A tanulási zavarok is gyakoribbak, ami főként a gyerekeket érinti. A stigma a beteg családjára is kiterjedhet.
Bizonyos rendellenességek gyakoribbak az epilepsziások körében, mint egyébként. Ezek közé tartozik a szorongás, a depresszió, a kényszerbetegség és a migrén. Az epilepsziás gyerekek körében a figyelemhiányos hiperaktivitás-zavar háromszor-ötször gyakoribb, mint a többi gyereknél. A kettőnek erős a hatása a gyerek viselkedésére, tanulására, társas fejlődésére.. Az autisztikus gyerekek körében is gyakoribb.
Összességében az epilepsziások egyharmadának van pszichiátriai rendellenessége is. Az elméletek szerint ennek lehet az az oka, hogy a rohamok rombolják az agyat, vagy pedig az epilepszia miatti társadalmi helyzet, például stigma, diszkrimináció. Továbbá úgy gondolják, hogy nemcsak a rendellenességek okozhatnak epilepsziát, hanem megfordítva, az epilepszia is okozhat rendellenességeket. Például a depresszió hatására nő az epilepszia kitörésének valószínűsége.
A depresszió vagy szorongás társulása az epilepsziához tovább rontja az életminőséget, rövidíti a várható élettartamot, gyakoribbá teszi az egészségügyi szolgáltatások igénybe vételét, és a kezelések hatékonyságát is rontja, még a műtétekét is. A depresszió és a szorongás hatása erősebb, mint a rohamok gyakoriságának vagy típusának. There is evidence that both depression and anxiety disorders are underdiagnosed and undertreated in patients with epilepsy.

## Kilátások

Az epilepszia miatti halálozások egymillió főre vetítve 2012-ben
0–7
8–10
11–13
14–17
18–21
22–28
29–37
38–67
68–100
101–232

Az epilepszia többnyire nem gyógyítható, de az esetek 70%-a gyógyszerekkel karban tartható. Ez a generalizált rohamok 80%-ára és a fokális rohamok 50%-ára igaz. A hosszú távú kimenetel szempontjából meghatározó az első hat hónap. Gyenge eredményeket jósol a kezdeti kezelés hatástalansága, a generalizált rohamok, több epilepsziás beteg a családban, pszichiátriai problémák, és a generalizált epilepsziára emlékeztető agyhullámok az EEG-n. A fejlődő világban a betegek 75%-a nem jut megfelelő kezeléshez; részben azért, mert a gyógyszerek nem érhetők el vagy túl drágák. Ez Afrikában a betegek 90%-ára igaz.
Az epilepsziás betegek halandósága nagyobb; az általános népességnél 1,6 és 4,1-szerese. Az epilepszia által okozott halandóságtól leginkább az idősek veszélyeztetettek. Az ismeretlen okú epilepszia kevéssé emeli meg a halálozást.
A halandóság gyakran a következőkhöz kapcsolódik: az epilepszia oka, status epilepticus, öngyilkosság, trauma, és hirtelen váratlan halál epilepsziában (SUDEP). A status epilepticus által okozott halál oka inkább a status epilepticus oka, mint a hiányzó gyógyszerek. Az öngyilkosság az epilepsziás betegek körében 2-szer-6-szor nagyobb, mint a teljes lakosság körében; ennek oka tisztázatlan. A hirtelen váratlan halál epilepsziában (SUDEP) legalábbis részben a generalizált tónusos-klónusos rohamok gyakoriságához kapcsolódik, és az epilepsziához köthető halálozás 15%-áért felelős. A kockézati tényezők közé tartoznak a rohamok, különösen az éjszakai generalizált tónusos-klónusos rohamok, a hosszas alvás és a gyógyszerekkel nem kezelhető epilepszia.
Az Egyesült Királyságban az epilepszia által okozott halálok 40–60%-át megelőzhetőnek tartják. A fejlődő országokban a kezeletlen epilepszia okozza a legtöbb halálesetet, esés vagy status epilepticus miatt.

## Az epilepszia és gyógyítása a történelemben

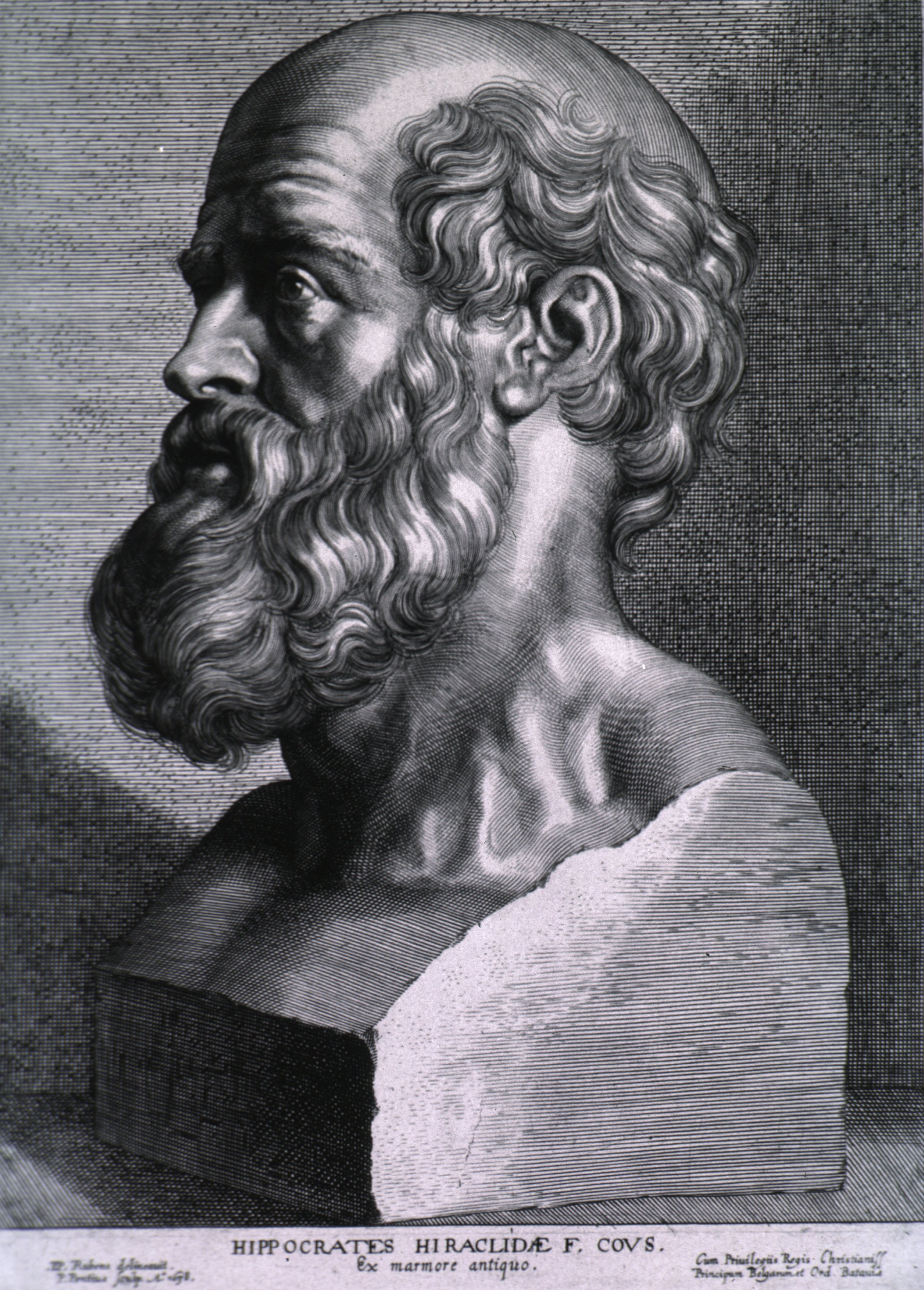
Hippokratész, egy antik szoborról a 17. században Peter Paul Rubens által készített metszet

Az epilepszia már az első orvosi feljegyzések között szerepel. Az ókorban lelki betegségnek tartották. Az epilepsziás roham legrégebbi leírása akkádul készült i. e. 2000 körül. A betegség okának a holdisten befolyását ítélték meg, és spirituális szertartásokat végeztek. Hammurapi törvénykönyve is megemlíti az epilepsziát. Ez volt az egyik ok, amiért vissza lehetett kérni egy megvásárolt rabszolga árát. Az Edwin Smith papirusz (i. e. 1700 körül) is ír epilepsziás görcsökben levő emberekről.
A betegség legrégibb részletes leírását egy babilóniai ékírásos orvosi szöveg, a Sakikku tartalmazza, i. e. 1067–1046-ból. A leírás tartalmazza a tüneteket, a kezelést és a lehetséges kimeneteleket. Mivel akkoriban még nem volt elég fejlett a tudomány ahhoz, hogy ismerjék a betegség biológiai okait, a rohamokat megszállottságnak tulajdonították, és spirituális eszközöket vetettek be. I. e. 900 körül Punarvasu Atreya az epilepsziát az öntudat elvesztéseként értékelte. Ezt Charaka Samhita is átvette az Ájurvédába i. e. 400 körül.
Az ókori görögöknél többféle nézet is elterjedt a betegségről. Megszállottságnak tulajdonították, de zsenialitást és az istenekkel való kapcsolatot is tulajdonítottak neki. Innen származik az egyik elnevezése is, a morbus sacer, azaz „szent betegség”, görögül: ἠ ἱερὰ νόσος. Az epilepsziát leginkább Szeléné és Artemisz holdistennőkhöz kötötték, akik ezt a betegséget küldték azokra, akikre megharagudtak, vagy pedig megajándékozták azokat, akiket kedveltek – sosem lehetett tudni. Az epilepsziás betegséget istenek ajándékának tekintették, az érintetteket nagyfokú tisztelet övezte. A görögök szerint Héraklész is epilepsziás volt. Az ókor két leghíresebb betege Julius Caesar. és Nagy Sándor volt. Hippokratész elvetette a hagyományos elképzeléseket, és az A szent betegségről írt munkájában agyi eredetű, orvosilag kezelhető bajként írt róla. A hagyományos nézeteket vallókat azzal vádolta, hogy babonaságot terjesztenek. Ő figyelt fel az örökletes okokra; megfigyelte, hogy minél korábban kezdődik, annál rosszabb a kimenetel; leírta a testi jegyeket, és a szociális stigmát is. A szent betegség helyett egy új nevet vezetett be, ez a nagy betegség. Innen származik a nagyroham francia megnevezése is, a grand mal, ami a tónusos-klónusos rohamokra utal. Kortársai nem fogadták el a testi eredet elméletét; a 17. századig a gonosz szellemeket hibáztatták az epilepsziáért. Epilepsziás betegekről és gyógyulásukról a Biblia is beszámol (Máté 17:14-21), ahol Jézus Krisztus kiűzte az epilepsziát okozó démont: "És megdorgálá őt Jézus, és kiméne belőle az ördög; és meggyógyula a gyermek azon órától fogva." A holdkóros kifejezés ugyanis a görög nyelvű eredetiben epilepsziát takar..
A rómaiak nem ettek vagy ittak olyan agyagedényből, amelyet előzőleg epilepsziás beteg használt. A betegség megelőzéseként a mellkasukra köptek. Apuleius és más ókori római orvosok szerint egy darab gagátot kell tűzre vetni, melynek füstje rohamot vált ki. Hasonló célra forgó fazekaskorongot is használtak. Az ókori római elnevezés: morbus comitialis, gyülekezőhelyi betegség, és isteni átoknak tulajdonították.
Az epilepszia régi magyar nevei: frász, nyavalyatörés, sülykór. A frász szó a német Fraisen („görcs”) szóból származik. Ma már csak „pofon” és „ijedség” értelemben használjuk a bizalmas vagy humoros beszédben, akárcsak a frászkarika kifejezést. A frászkarika egy babonás népi gyógyító eljárás volt egyes vidékeken, amikor a görcsbe esett csecsemő fejét egy különleges tésztából sütött karikán bújtatták át.  A híres irodalmárok közül Flaubert, Dickens és Dosztojevszkij érdemel külön említést, a képzőművészek közül pedig a leghíresebb beteg van Gogh volt. Ismert epilepsziás beteg még Alfred Nobel. A kereszténység szerint az epilepszia démonikus eredetű lehet, amelyet gonosz szellemek gyötrése okoz.
A legtöbb kultúrában az epilepsziás betegeket szégyellték, stigmatizálták, akár el is zárták. Tanzániában és Afrika több más részén még a 20. század közepén is megszállottságnak, boszorkányságnak vagy mérgezésnek tulajdonították, és sokan úgy hitték, hogy fertőző. A Salpêtrière-ben, a modern ideggyógyászat szülőhelyén Jean-Martin Charcot epilepsziásokat talált a mentális betegek, a krónikus szifiliszben szenvedők és az őrült bűnözők mellett. Olaszországban hagyományosan Szent Bálinthoz kötik. Az 1840-es években az Amerikai Egyesült Államokban elmebetegségnek tartották, és úgy nevezték, mint falling sickness (eső betegség, eskór) vagy the falling fits. Ugyanebben az időszakban Franciaországban a következő elnevezéseket használták: haut-mal (magas gonosz), mal-de terre (földbetegség), mal de Saint Jean (Szent János-kór), mal des enfans (gyerekek betegsége), mal-caduc (elhagyott betegség). Az epilepsziás betegeket úgy nevezték, mint tombeurs, (emberek, akik esnek), a rohamok és a velük járó eszméletvesztés miatt.
A 19. század közepén felfedezték az első hatékony epilepszia elleni gyógyszert, a bromidot. Az első modern gyógyszert, a phenobarbitalt 1912-ben fejlesztették ki, és a phenytoint 1938-tól használják.

## Társadalom és kultúra
Az epilepsziás betegek világszerte megtapasztalják a stigmatizálást, kulturális, szociális és gazdasági értelemben. Indiában és Kínában házasság megtagadási indokként használják. Egyes területeken úgy hiszik, hogy a betegek el vannak átkozva. Afrika egyes részein, mint Ugandában és Tanzániában úgy hiszik, hogy gonosz szellemek, boszorkányság vagy mérgezés okozza, és sokan úgy hiszik, hogy fertőző. Az Egyesült Királyságban az epilepszia 1971-ig házasság érvénytelenítési indok volt. A stigmatizálás miatt a betegek tagadják, hogy voltak epilepsziás rohamaik.
Az Amerikai Egyesült Államok gazdaságának a betegség közvetlenül egybillió dolláros veszteséget okoz a rohamok által. Európában 2004-ben 15,5 ezer milliárd eurós veszteséget okozza. Indiában a költség 1,7 ezer milliárd amerikai dollár, ami a GDP 0,5%-át jelenti. Az Amerikai Egyesült Államokban a sürgősségi ellátást igénylő esetek 1%-át teszi ki az epilepsziás roham, ami a gyerekeknél 2%.
Az epilepsziás sofőrök kétszer annyi ütközést szenvednek el, ezért sok országban epilepsziás betegek nem kaphatnak jogosítványt, vagy csak bizonyos feltételekkel kaphatják meg. A diagnózis késése miatt lehetségesnek tartják, hogy a legtöbb gépjármű karambol nem diagnosztizált nem-mozgási rohamok eredménye, szemben a mozgásos rohamokkal. Egyes helyeken az orvosok kötelesek jelenteni a rohamokat a jogosítványt bíráló testületnek, míg másoknál csak annyi az előírás, hogy bátorítsák arra, hogy a beteg jelentse őket a testületnek. Az orvosnak jelentenie kell a rohamokat Spanyolországban, Ausztriában, Dániában és Svédországban. Az Egyesült Királyságban és Új-Zélandon a betegnek kell jelentenie, de ezt az orvos is megteheti a beteg helyett. Jól kontrollált rohamok esetén a legtöbben megengedhetőnek tartják, hogy a beteg vezessen. Országfüggő, hány év rohammentességet várnak el. Sok országban ez egy és három év közötti. Az Egyesült Államokban ez az időtartam függ az államtól, és három hónap és egy év között változik.
Tipikusan az epilepsziás betegek vagy akiknek rohamaik vannak, nem kaphatnak pilótaengedélyt. Kanadában, ha valakinek egy rohama volt, akkor öt év múlva korlátozott engedélyt kaphat. Tekintetbe veszik azokat is, akiknek lázrohamuk vagy gyógyszer által okozott rohamuk voltak. Az Amerikai Egyesült Államokban a Federal Aviation Administration nem ad jogosítványt a kereskedelmi repülésre epilepsziás betegeknek. Néha kivételt tesznek, ha a lázroham vagy egy izolált roham után a páciens felnőttkorában nem voltak további rohamok. Az Egyesült Királyságban a teljes nemzeti privát pilótaengedély feltételei ugyanazok, mint egy professzionális jogosítvány, vagyis tíz év rohammentesség gyógyszerek nélkül. Öt év gyógyszer nélküli rohammentesség után korlátozott engedélyt adnak.
Az epilepsziás betegeket és családjukat több szervezet is segíti. Az Out of the Shadows kampány a World Health Organization, az ILAE és az International Bureau for Epilepsy közös kampánya, ami nemzetközi szintű segítséget nyújt. Az Amerikai Egyesült Államokban az Epilepsy Foundation egy nemzeti szervezet, melynek célja a betegek elfogadásának növelése, funkcionálásuk segítése a társadalomban, és a betegség gyógyításának támogatása. További támogatást nyújt az Epilepszia Alapítvány, egyes kórházak és néhány személy. Ausztráliában az Epilepsy Foundation támogatást és képzést nyújt, továbbá támogatja az epilepszia kutatását.
2015-től február második hétfője a nemzetközi epilepszianap.
2008-tól március 26 egy másik nap, melynek célja az epilepsziára és az epilepsziás betegekre irányuló figyelem felkeltése, a babonák és a stigma elleni küzdelem támogatása. A lila napnak nevezett figyelemfelkeltést egy kilencéves kanadai, Cassidy Megan kezdeményezte.
Az epilepsziások védőszentje Szent Bálint. A Nemzetközi Epilepsziaellenes Iroda 1997-ben Szent Bálint napjára, február 14-ére hirdette meg az epilepsziások világnapját.

## Kutatások
A rohamok előrejelzése azt jelenti, hogy valamilyen módszerrel a rendelkezésre álló adatokból, például EEG-ből előre jelzik a rohamokat. 2011-ben nem álltak rendelkezésre hatékony módszerek, bár már addigra is elértek részeredményeket.
A kindling módszer alapja, hogy a roham kiváltó okának többször is kiteszik az alanyt. A kutatásokhoz állatmodelleket használnak. Különböző állatmodelleket hoztak létre rágcsálókban, hogy megfigyeljék az EEG-t és az epilepszia különböző típusaival járó viselkedésformákat, többek között a visszatérő rohamokat is. Az epilepszia természetes módon fordul elő egerekben és patkányokban; az epilepszia öröklődésének megfigyelésére külön törzseket hoztak létre. Az absence epilepszia tanulmányozásához több törzset különítettek el EEG alapján. A GAERS (Genetic Absence Epilepsy Rats from Strasbourg) törzset az 1980-as években különítették el a gyermekkori absence epilepszia vizsgálatára.
A szakirodalomban megjelent feltételezések szerint gyulladási útvonalakon alapul. Több tanulmány is támogatja, hogy a gyulladásos, oxidatív faktorok és a glikolipidek szintje magasabb az epilepsziás betegeknél, különösen azoknál, akiknél generalizált rohamok fordulnak elő.
Az epilepszia egyes típusainak génterápiájával kísérleteznek. Az immunrendszer működését befolyásoló gyógyszerek, mint intravénás immunglobulinok, hatásosságára nincsenek elégséges bizonyítékok. A nem invazív sztereografikus rádiósebészetet 2012-ben összevetették a hagyományos sebészeti módszerekkel.

## Más fajoknál
Epilepszia előfordul más fajoknál is. Kutyáknál a leggyakoribb agyi rendellenességnek számít, macskáknál ritkábban ugyan, de előfordul. Kutyáknál a legtöbbször alkalmazott szerek a phenobarbital és a bromid, macskáknál a phenobarbital. Kutyáknál használnak imepitoint is. Lovaknál a generalizált rohamokat könnyű felismerni; ezzel szemben a nem generalizált rohamok felismerése nehezebb, és hasznos EEG-t készíteni. Egerekben és patkányokban is természetes módon előfordul. Egyes törzseket állatmodellnek használnak kutatási célokra.

## Fordítás
- Ez a szócikk részben vagy egészben  az   Epilepsy című angol Wikipédia-szócikk fordításán alapul.  Az eredeti cikk szerkesztőit annak laptörténete sorolja fel. Ez a jelzés csupán a megfogalmazás eredetét és a szerzői jogokat jelzi, nem szolgál a cikkben szereplő információk forrásmegjelöléseként.

### Orvostörténeti források
- Magyar Néprajzi Lexikon Frászkarika szócikk
- ↑ Magyary-Kossa 1929–1940: Magyary-Kossa Gyula: Magyar orvosi emlékek (I–IV., Bp., 1929–1940);
- ↑ Zolnay 1930:  Zolnay Vilmos: Frászkarika (Nyelvőr, 1930, Magyarázatok fejezet)Magyar Nyelvőr 1930;